# Adiçan
Adiçan (en francès Adissan) és un municipi occità del Llenguadoc, situat al departament de l'Erau i a la regió d'Occitània.

## Geografia

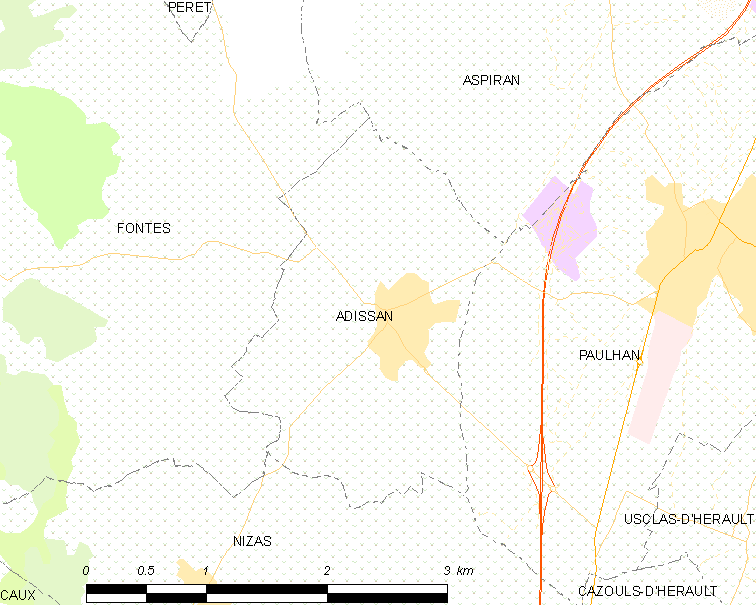
Mapa de la comuna de Adiçan

## Demografia

Població 1962-2008